# Louis Lemarié
Pour les articles homonymes, voir Lemarié (homonymie).
Louis Lemarié est un homme politique français né le 24 décembre 1852 à Mont-Dol (Ille-et-Vilaine) et mort le 9 mars 1932 à Paris.
Docteur en droit, il est avocat au barreau de Saint-Malo, dont il devient le bâtonnier. Il est maire de Mont-Dol de 1882 à 1932. Il est sénateur d'Ille-et-Vilaine de 1907 à 1932, inscrit au groupe de la Gauche républicaine s'occupant des questions maritimes.

## Sources
- « Louis Lemarié », dans le Dictionnaire des parlementaires français (1889-1940), sous la direction de Jean Jolly, PUF, 1960 [détail de l’édition]